# 乾くるみ
乾 くるみ（いぬい くるみ、1963年10月30日 -）は、日本の小説家・推理作家。静岡県静岡市出身。静岡大学理学部数学科卒業。男性。別名義である市川 尚吾（いちかわ しょうご）名義では評論活動を行っている。

## 経歴・作風
小学生の頃からミステリーが好きで、中学の頃には横溝正史や江戸川乱歩賞受賞作を読み漁る。高校生になるとジョン・ディクスン・カーなどの海外ミステリーにも興味を広げ、同時に自らも執筆活動を始める。大学在学中には江戸川乱歩賞に初応募するが、一次選考にも残らなかった。大学卒業後はIT企業に就職し、ソフトの開発業に従事する。
1998年に『Jの神話』で第4回メフィスト賞を受賞し、34歳で作家デビュー。続く2作目の『匣の中』では、四大奇書と呼ばれる竹本健治の『匣の中の失楽』にオマージュをささげた。三作目の『塔の断章』では断章のタイトルどおり、各エピソードが時間軸ばらばらに並べられている実験的な作品だった。2004年に刊行した『イニシエーション・ラブ』はその年の「このミステリーがすごい」で第12位、「本格ミステリベスト10」で第6位と高く評価される。2005年に同作で第58回日本推理作家協会賞（長編及び連作短編集部門）候補となる。2007年に同作が文庫化されると、雑誌やテレビ番組などでたびたび紹介されロングヒットとなり、2014年4月に100万部に達した。2021年、「夫の余命」で第74回日本推理作家協会賞（短編部門）候補。

## ミステリ・ランキング

### 週刊文春ミステリーベスト10
- 2010年 - 『スリープ』18位

### このミステリーがすごい！
- 2005年 - 『イニシエーション・ラブ』12位

### 本格ミステリーベスト10
- 2004年 - 『林真紅郎と五つの謎』20位
- 2005年 - 『イニシエーション・ラブ』6位、『リピート』18位
- 2010年 - 『六つの手掛り』23位
- 2011年 - 『セカンド・ラブ』13位
- 2013年 - 『嫉妬事件』28位

## 作品リスト

### 単行本

#### タロウ・シリーズ
タロットをモチーフにしたシリーズ（英語でタロットは「タロウ」と発音する）。タロット・シリーズとも呼ばれる。「天童太郎」という人物が共通して登場するが、それぞれの作品は独立したものである。【】内はモチーフとされているカードである。
- 塔の断章（1999年2月 講談社ノベルス / 2003年2月 講談社文庫 / 2012年11月 講談社文庫【新装版】）【16番・塔】
- イニシエーション・ラブ（2004年3月 原書房 ミステリー・リーグ / 2007年4月 文春文庫 / 2015年3月 原書房 ミステリー・リーグ【特別限定版】）【6番・恋人】
- リピート（2004年10月 文藝春秋 / 2007年11月 文春文庫）【10番・運命の輪】
- セカンド・ラブ（2010年9月 文藝春秋 / 2012年5月 文春文庫）【2番・女教皇】
- 嫉妬事件（2011年11月 文春文庫）【3番・女帝】
  - 収録作品：嫉妬事件 / 三つの質疑

#### 林四兄弟シリーズ
林兄弟が探偵役をつとめるシリーズ。【】内はその作品の探偵役である。まだ作品になっていない長男の名前は林州太。
- 林真紅郎と五つの謎（2003年8月 光文社 カッパ・ノベルス / 2006年8月 光文社文庫）【四男・林真紅郎】
  - 収録作品：いちばん奥の個室 / ひいらぎ駅の怪事件 / 陽炎のように / 過去から来た暗号 / 雪とボウガンのパズル
- 六つの手掛り（2009年4月 双葉社 / 2012年3月 双葉文庫）【三男・林茶父】
  - 収録作品：六つの玉 / 五つのプレゼント / 四枚のカード / 三通の手紙 / 二枚舌の掛軸 / 一巻の終わり
- 蒼林堂古書店へようこそ（2010年5月 徳間文庫）【次男・林雅賀】
  - 収録作品：秘密結社の集い / アルプスの朝暘 / 都市伝説の恐怖 / マネキンの足跡 / 通知表と教科書 / 臨光寺池の魔物 / 転居通知と名刺 / 鉄道模型の車庫 / 謎の冷蔵庫メモ / 亡き者を偲ぶ日 / 楽天的な愛猫家 / 塔に住む魔術師 / 転送メールの罠 / 解読された奇跡

#### カラット探偵事務所の事件簿
- カラット探偵事務所の事件簿1（2008年9月 PHP研究所 / 2009年9月 PHP NOVELS / 2011年3月 PHP文芸文庫）
  - 収録作品：卵消失事件 / 三本の矢 / 兎の暗号 / 別荘写真事件 / 怪文書事件 / 三つの時計
- カラット探偵事務所の事件簿2（2012年7月 PHP文芸文庫）
  - 収録作品：小麦色の誘惑 / 昇降機の密室 / 車は急に…… / 幻の深海生物 / 山師の風景画 / 一子相伝の味 / つきまとう男
- カラット探偵事務所の事件簿3（2020年11月 PHP文芸文庫）
  - 収録作品：秘密は墓場まで / 遊園地に謎解きを / 告白のオスカー像 / 前妻が盗んだもの / 次女の名前 / 真紅のブラインド / 警告を受けたリーダー

#### その他
- Jの神話（1998年2月 講談社ノベルス / 2002年6月 講談社文庫 / 2008年11月 文春文庫）
- 匣の中（1998年8月 講談社ノベルス / 2006年5月 講談社文庫）
- マリオネット症候群（2001年10月 徳間デュアル文庫）
- クラリネット症候群（2008年4月 徳間文庫）
  - 収録作品：マリオネット症候群 / クラリネット症候群
- スリープ（2010年6月 角川春樹事務所 / 2012年5月 ハルキ文庫）
- 北乃杜高校探偵部（2013年12月 講談社ノベルス）
  - 収録作品：《せうえうか》の秘密 / 記録された殺人の予告 / 牛に願いを / 贈る言葉
- セブン（2014年5月 角川春樹事務所 / 2015年7月 ハルキ文庫）
  - 収録作品：ラッキーセブン / 小諸－新鶴343キロの殺意 / TLP49 / 一男去って…… / 殺人テレパス七対子 / 木曜の女 / ユニーク・ゲーム
- 物件探偵（2017年2月 新潮社 / 2020年12月 新潮文庫nex）
  - 収録作品：田町9分1DKの謎/ 小岩20分一棟売りアパートの謎 / 浅草橋5分ワンルームの謎 / 北千住3分1Kアパートの謎 / 表参道5分1Kの謎 / 池袋5分1DKの謎
- ジグソーパズル48（2019年3月 双葉社 / 2021年12月 双葉文庫）
  - 収録作品：ラッキーセブン / GIVE ME FIVE / 三つの涙 / 女の子の第六感 / マルキュー / 偶然の十字路 / ハチの巣ダンス
- ハートフル・ラブ（2022年12月 文春文庫）
  - 収録作品：夫の余命 / 同級生 / カフカ的 / なんて素敵な握手会 / 消費税狂騒曲 / 九百十七円は高すぎる / 数学科の女

### アンソロジー
「」内が乾くるみの作品
- 愛憎発殺人行 鉄道ミステリー名作館（2004年5月 徳間文庫）「ひいらぎ駅の怪事件」
- 事件の痕跡 最新ベスト・ミステリー（2007年11月 カッパノベルス）「五つのプレゼント」
  - 【改題】事件の痕跡 日本ベストミステリー選集（2012年4月 光文社文庫）
- 本格ミステリ08 二〇〇八年本格短編ベスト・セレクション（2008年6月 講談社ノベルス）「四枚のカード」
  - 【改題】見えない殺人カード 本格短編ベスト・セレクション（2012年1月 講談社文庫）
- 本格ミステリ09 二〇〇九年本格短編ベスト・セレクション（2009年6月 講談社ノベルス）「二枚舌の掛軸」
  - 【改題】空飛ぶモルグ街の研究 本格短編ベスト・セレクション（2013年1月 講談社文庫）
- ミステリ魂。校歌斉唱！ メフィスト学園（2010年3月 講談社ノベルス）「《せうえうか》の秘密」
- 本格ミステリ'10 二〇一〇年本格短編ベスト・セレクション（2010年6月 講談社ノベルス）「《せうえうか》の秘密」
  - 【改題】凍れる女神の秘密 本格短編ベスト・セレクション（2014年1月 講談社文庫）
- 名探偵に訊け 最新ベスト・ミステリー（2010年9月 カッパノベルス）「四枚のカード」
  - 【改題】名探偵に訊け 日本ベストミステリー選集（2013年4月 光文社文庫）
- ベスト本格ミステリ2013（2013年6月 講談社ノベルス）「ラッキーセブン」
  - 【改題】墓守刑事の昔語り 本格短編ベスト・セレクション（2017年1月 講談社文庫）
- 古書ミステリー倶楽部II（2014年5月 光文社文庫）「亡き者を偲ぶ日」
- 10分間の官能小説集3（2014年9月 講談社文庫）「木曜の女」
- ベスト本格ミステリ2015（2015年6月 講談社ノベルス）「三つの涙」
- 自薦 THE どんでん返し 2（2017年1月 双葉文庫）「同級生」
- 共犯関係（2017年10月 ハルキ文庫）「カフカ的」
- 平成ストライク（2019年4月 南雲堂 / 2020年10月 角川文庫）「消費税狂騒曲」
- 超短編！ 大どんでん返し（2021年2月 小学館文庫）「なんて素敵な握手会」
- 神様の罠（2021年6月 文春文庫）「夫の余命」
- ザ・ベストミステリーズ2021（2021年6月 講談社）「夫の余命」
  - 【改題】2021 ザ・ベストミステリーズ（2024年4月 講談社文庫）
- 彼女。 百合小説アンソロジー（2022年3月 実業之日本社 / 2024年2月 実業之日本社文庫）「九百十七円は高すぎる」

### 共著
- ニアミステリのすすめ 新世紀の多角的読書ナビゲーション（2008年6月 原書房） - 市川尚吾名義
- 本格ミステリ・フラッシュバック（2008年12月 東京創元社 キイ・ライブラリー） - 市川尚吾名義
- 人狼作家（2015年10月 原書房）
- 本格ミステリの本流 本格ミステリ大賞20年を読み解く（2020年12月 南雲堂）

## 映像化作品

### 映画
- イニシエーション・ラブ（2015年5月23日公開、配給：東宝、監督：堤幸彦、主演：松田翔太）[7]

### テレビドラマ
- リピート〜運命を変える10か月〜（2018年1月 - 3月、読売テレビ・日本テレビ系） - 原作『リピート』[8]
- リセット〜運命をさかのぼる1年〜（2020年3月 - 4月、韓国MBC） - 「リピート〜運命を変える10か月〜」の韓国リメイクドラマ[9]